# ソニア・ヘニー
ソニア・ヘニー（Sonja Henie、1912年4月8日 - 1969年10月12日）は、ノルウェーのフィギュアスケート選手でのち女優。オリンピックで3連覇（1928年、1932年、1936年）、世界選手権で10連覇（1927年 - 1936年）、欧州選手権で6連覇（1931年 - 1936年）を果たした。1976年世界フィギュアスケート殿堂入り。

## 経歴

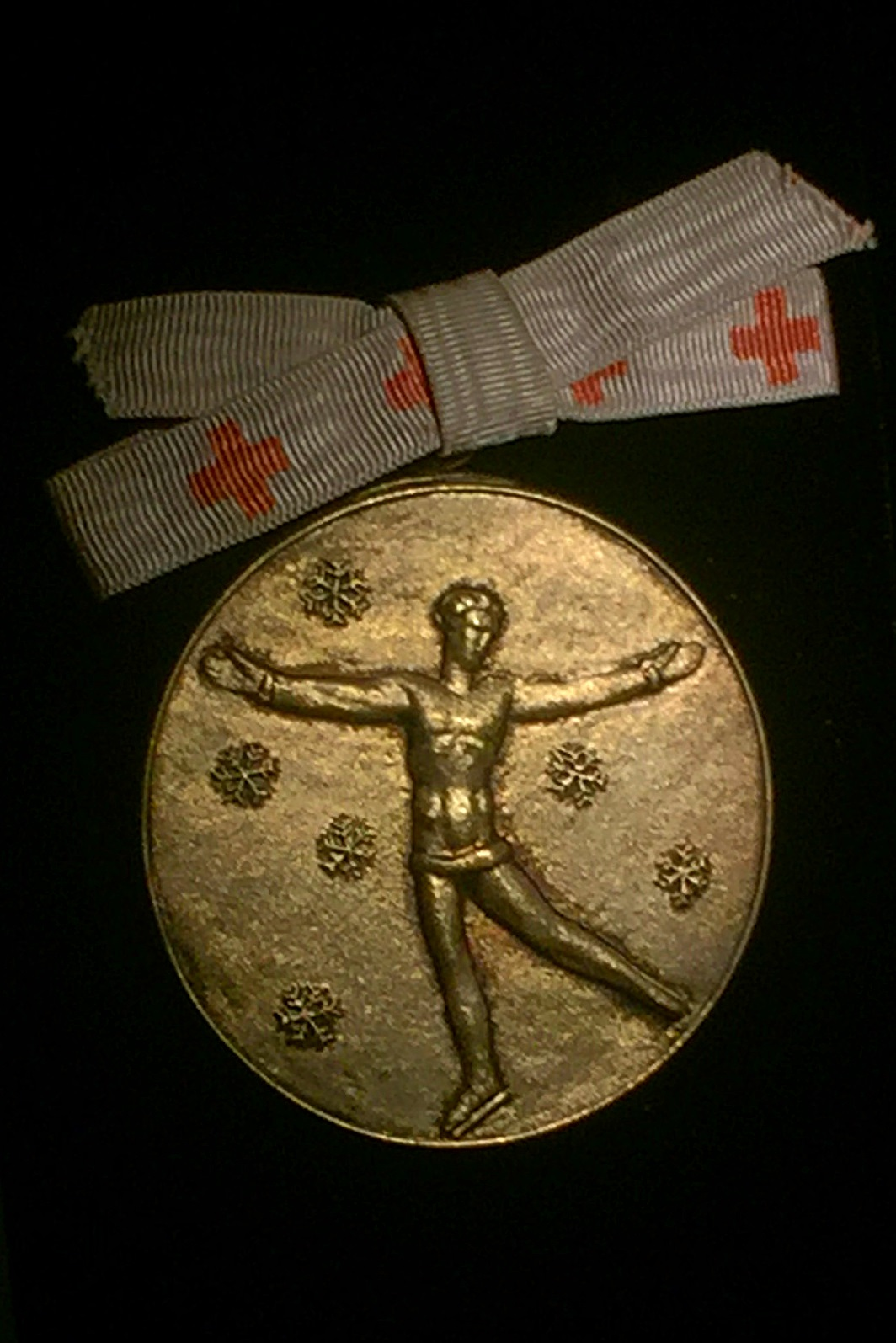
ヘニーが獲得した1928年サンモリッツオリンピックの金メダル

ヘニーは1912年、ノルウェーのクリスチャニア（現在のオスロ）にて裕福な毛皮商人の家庭に生まれる。父親のヴィルヘルムは1894年の世界選手権自転車競技大会トラックレースで優勝した自転車選手でもあった。ノルウェーの子供たちがそうであるように幼い頃から5歳上の兄と共にスキーやスケートに親しみ、5歳で初めてスケートの大会で優勝した。父親はヘニーの才能を信じ、著名なコーチに師事させ、そして11歳で学校を辞めさせて、スイスにスケート留学させた。1927年14歳で世界フィギュアスケート選手権を制覇し、1936年まで10連覇を達成した。1928年15歳10ヶ月でサンモリッツオリンピックで優勝を果たす。この冬季オリンピックのフィギュアスケートでの最年少優勝記録は、1998年にアメリカのタラ・リピンスキーに更新されるまで続いた。1931年から1936年までヨーロッパフィギュアスケート選手権で6連覇を達成している。
1936年のガルミッシュ＝パルテンキルヒェンオリンピックで優勝し3連覇を達成した。冬季オリンピックにおける3連覇は、フィギュアスケート男子シングルのギリス・グラフストローム、同ペアのイリーナ・ロドニナ、ノルディック複合個人のウルリッヒ・ベーリンク、スピードスケート女子500メートルのボニー・ブレア、同女子5000メートルのクラウディア・ペヒシュタイン、リュージュ男子1人乗りのゲオルク・ハックル、そしてヘニーの7人だけである。 
ヘニーは1936年に引退し、その後はハリウッドへ移住した。英語が得意ではないヘニーのために父親がアイスショーをプロデュースし、新聞王ウィリアム・ランドルフ・ハーストの愛人マリオン・デイヴィスに売り込むなど、派手に宣伝、ショーは大成功を収めた。そこで生まれたコネクションを生かして、20世紀フォックスとの契約にこぎつけた。アイスショーと映画の成功はヘニーを『世界で最も裕福な女性の1人』とし、社交界の花とした。タイロン・パワーとの交際、破局を経て、1940年に当時NFLのブルックリン・ドジャースのオーナーで、その後ニューヨーク・ヤンキースのオーナーとなる富豪のダン・トッピングと結婚（1946年離婚）。
1946年、ヘニーは終戦直後のノルウェーにアメリカ軍に同行し一時帰国する。しかし、1936年のガルミッシュ＝パルテンキルヒェンオリンピックでのヒトラーとの写真やナチス式敬礼をした写真、初主演映画『銀盤の女王』(1936年)のドイツ公開プレミアにヨーゼフ・ゲッベルスらナチス幹部らを招待し、彼らとのパイプをドイツのノルウェー侵攻後にも維持していたことでヘニーは生家の広大な敷地を他のノルウェーの富裕層のようにドイツ軍に接収されることを免れた。そして、ハリウッドで最も高額なギャラを受け取るスターの一人としてアメリカ軍のキャンペーンには参加しているにもかかわらず、ナチスドイツとその傀儡政権であるクヴィスリング政権の圧政下にあって窮地に陥った故国に対して一切の援助を行わなかったばかりか、更に北米への亡命者への援助依頼を拒絶していたことが問題視され、多くの国民から「裏切者」、「ヴィドクン・クヴィスリングの仲間」と見なされていたヘニーは歓迎されることはなかった。ヘニーは、「ナチ協力者」という非難に対し、「私はナチスが何かも何も知りませんでした。ナチス式敬礼はドイツでの礼儀と思って行っただけなのです。ナチスの幹部の方々は素晴らしい家庭人だと思っていました。そしてボルシェヴィキのような人たちが恐ろしい人たちで、彼らを恐ろしいとは思わなかったのです。」と弁解した。しかし、6年後のオスロオリンピックにも招待されることはなかった。
1948年にアメリカ市民権を取得した。
ヘニーは1949年にイングランド人初のロングアイランド入植者の子孫で、ロングアイランド・ガーディナー島の所有者だったウィンスロップ・ガーディナーと再婚（1956年離婚）。ガーディナーはヘニーのビジネスパートナーでもあった。1950年より、復興が進む欧州でのアイスショー・ツアーを行ったが、故国ノルウェーへのツアーを行うことはなかった。だが関係者はノルウェーでも復興が進み、ヘニーへの反感が薄らいでいる状況を察し1953年8月、オスロで公演を行うこととなった。公演の日の前夜、ヘニーは恐怖で倒れこむほどだったが、会場の観衆は温かくヘニーを迎えた。そして国王ホーコン7世から聖オーラヴ勲章第1級騎士を授与された（授与されることは1937年に決定していた）。
1956年、ヘニーは南米公演の失敗を機にショーから引退した。同年、ノルウェーの海運業者ニルス・オンスターと再婚した。二人は美術コレクターでもあったことから、オスロ近郊に美術館と資料館を兼ねたヘニー・オンスター・アートセンターを建設し、国家に夫妻のコレクション及び5000万クローネを寄付した。1968年8月23日のオープンの日には国王のオーラヴ5世を招待している。しかし、その直後の王太子ハーラルとソニア・ハーラルセンの結婚式への出席は辞退した。「ナチ協力者」のイメージがくすぶり続けているからだ、という憶測がなされた。
ヘニーは1969年10月12日、パリからオスロへの機中、白血病で死去した。ヘニーの亡骸はヘニー・オンスター・アートセンターの丘の上に埋葬された。

## 主な戦績
| 大会名           | 1922–23 | 1923–24 | 1924–25 | 1925–26 | 1926–27 | 1927–28 | 1928–29 | 1929–30 | 1930–31 | 1931–32 | 1932–33 | 1933–34 | 1934–35 | 1935–36 |
| ---------------- | ------- | ------- | ------- | ------- | ------- | ------- | ------- | ------- | ------- | ------- | ------- | ------- | ------- | ------- |
| オリンピック     |         | 8位     |         |         |         | 1位     |         |         |         | 1位     |         |         |         | 1位     |
| 世界選手権       |         | 5位     |         | 2位     | 1位     | 1位     | 1位     | 1位     | 1位     | 1位     | 1位     | 1位     | 1位     | 1位     |
| 欧州選手権       |         |         |         |         |         |         |         |         | 1位     | 1位     | 1位     | 1位     | 1位     | 1位     |
| ノルウェー選手権 | 1位     | 1位     | 1位     | 1位     | 1位     | 1位     | 1位     |         |         |         |         |         |         |         |

## 主な出演映画

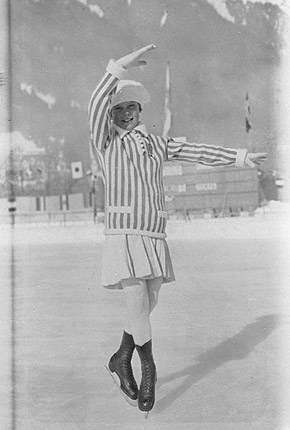
1924オリンピック
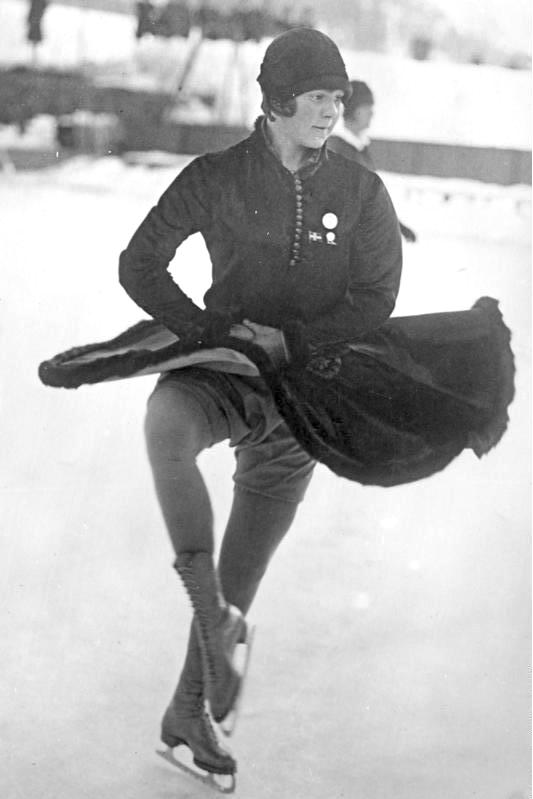
1928年
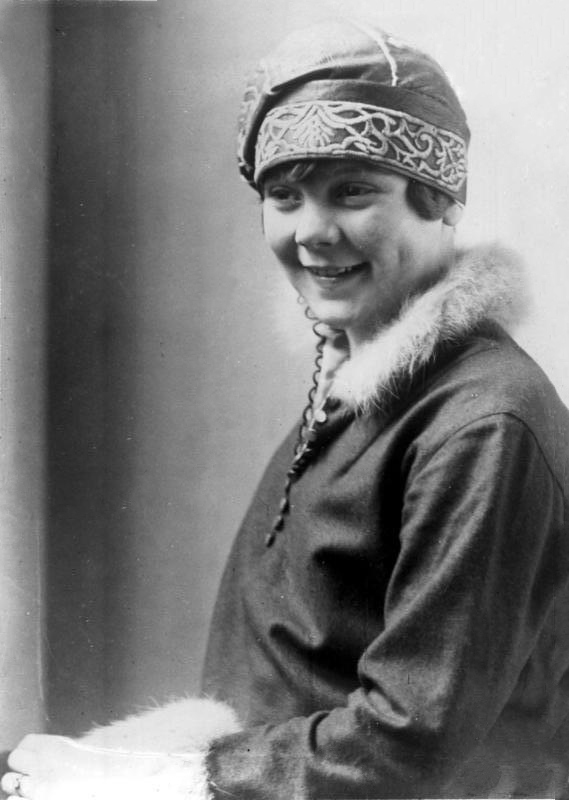
1930年
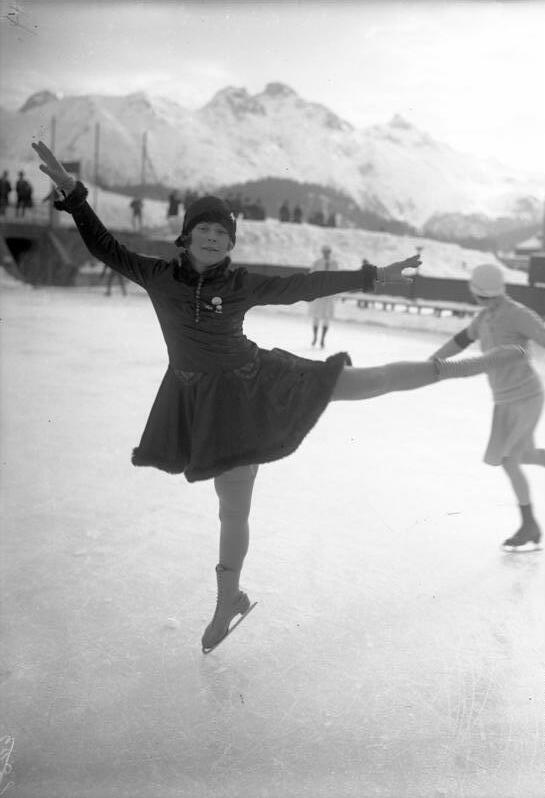
1931年
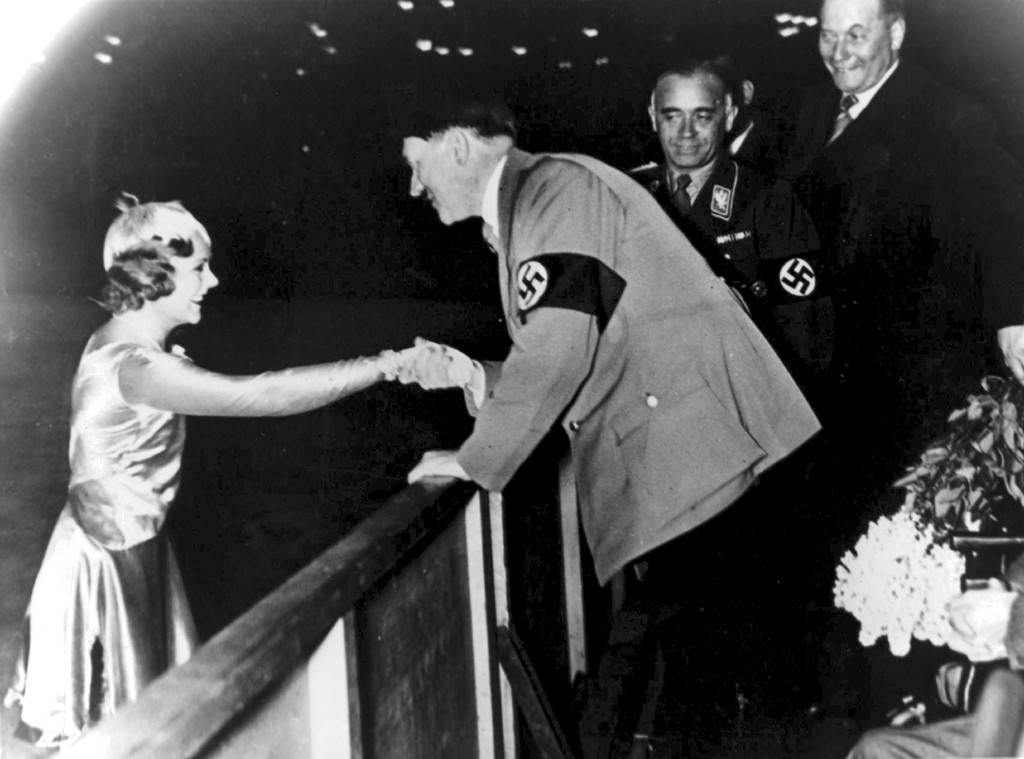
1936年アドルフ・ヒトラーと
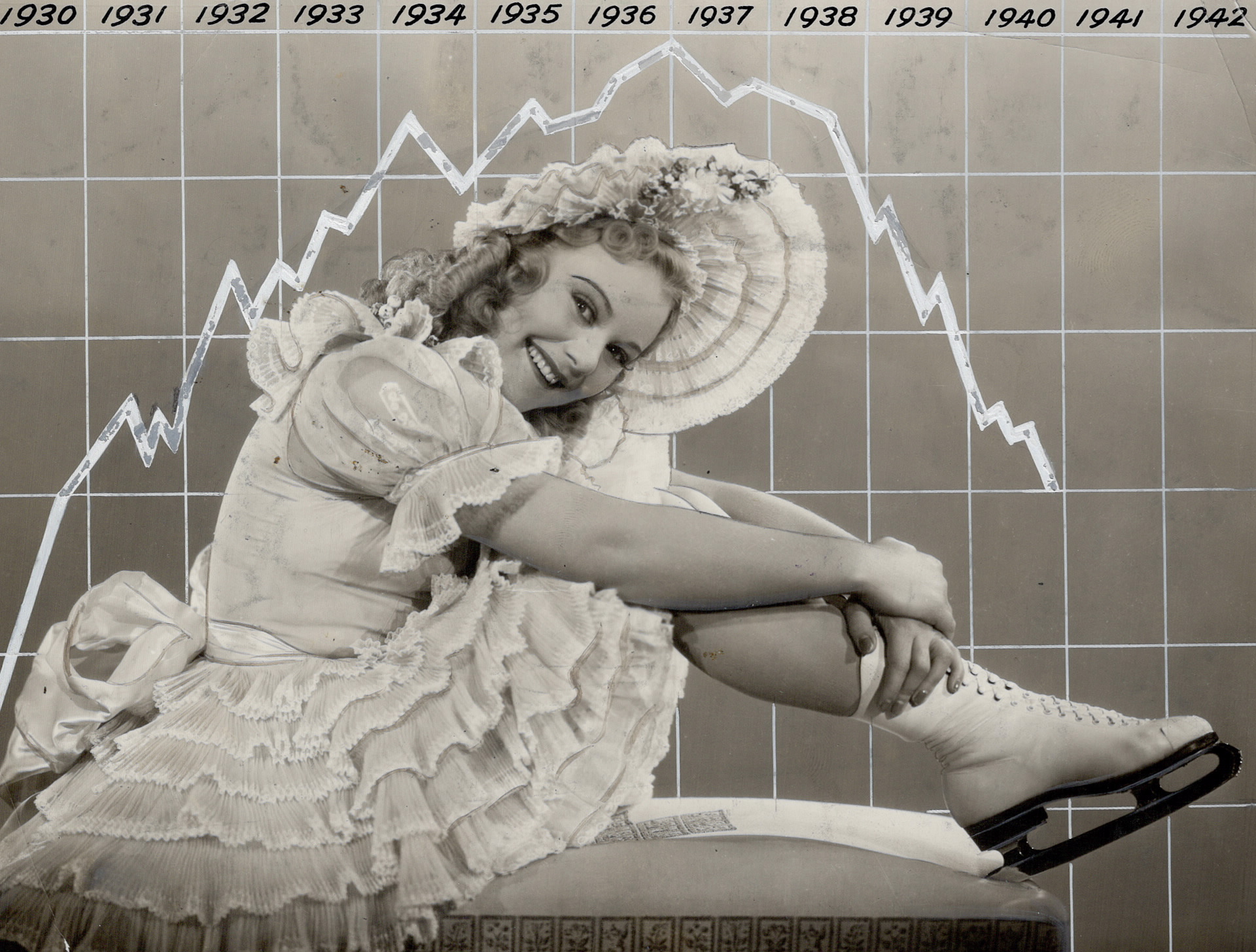
1938年
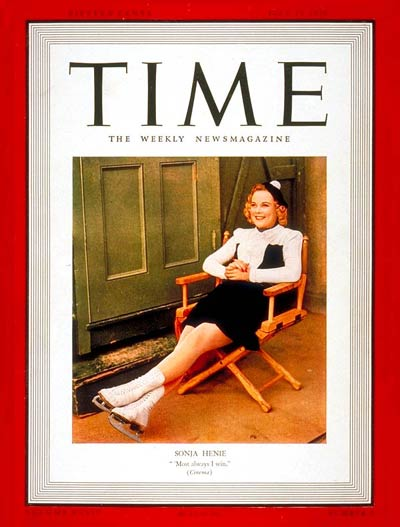
タイム誌1939年7月号
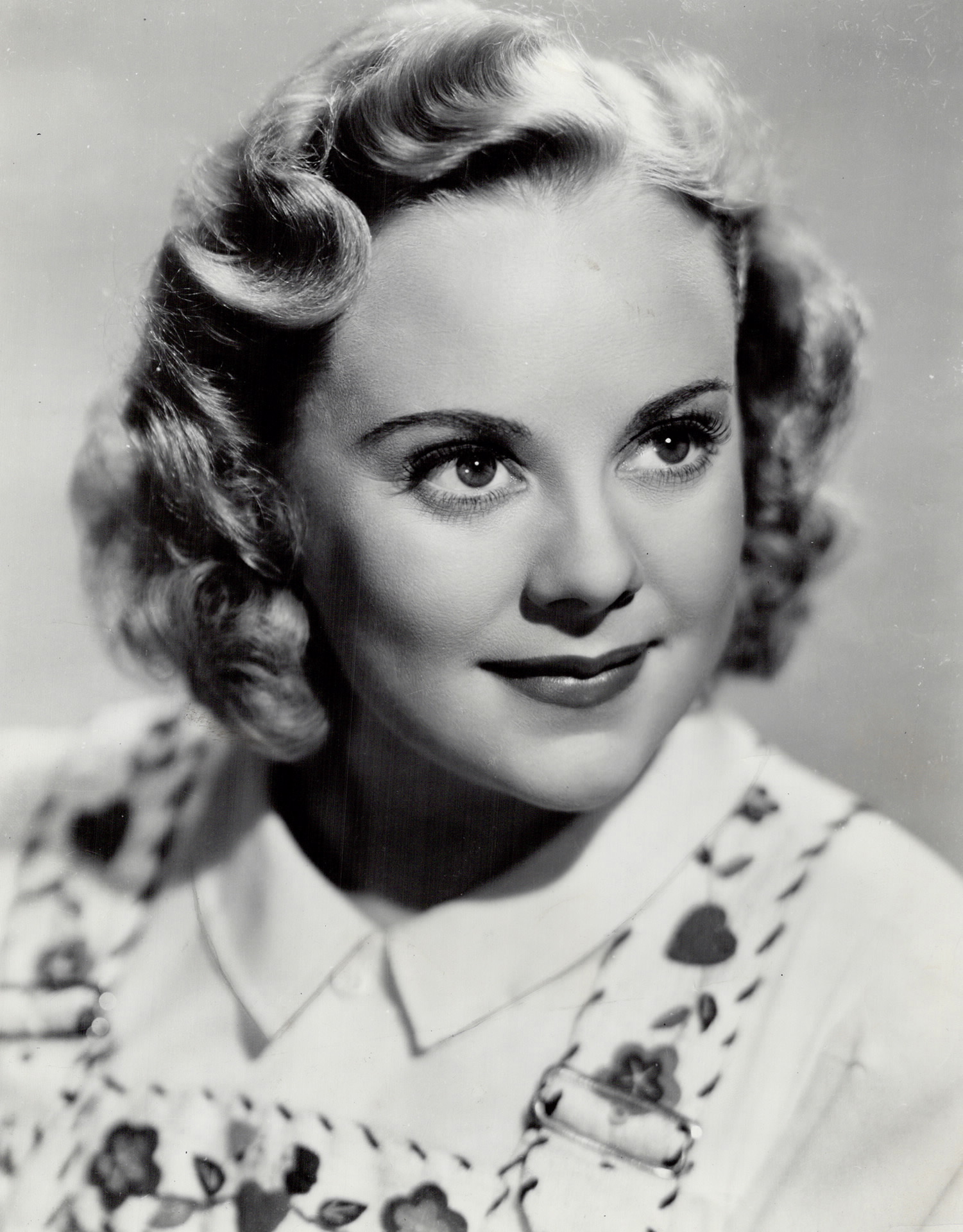
1942年
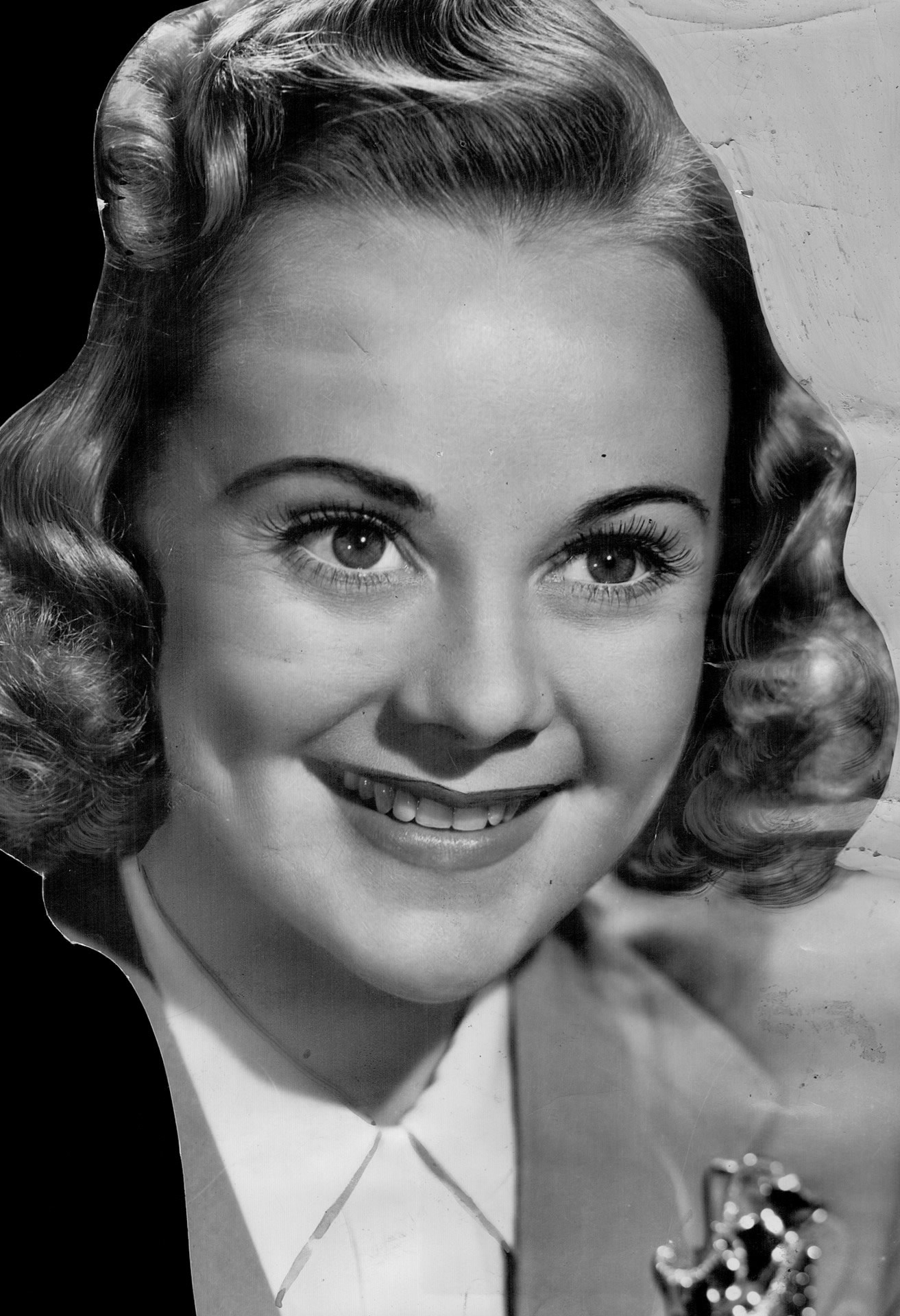
1943年
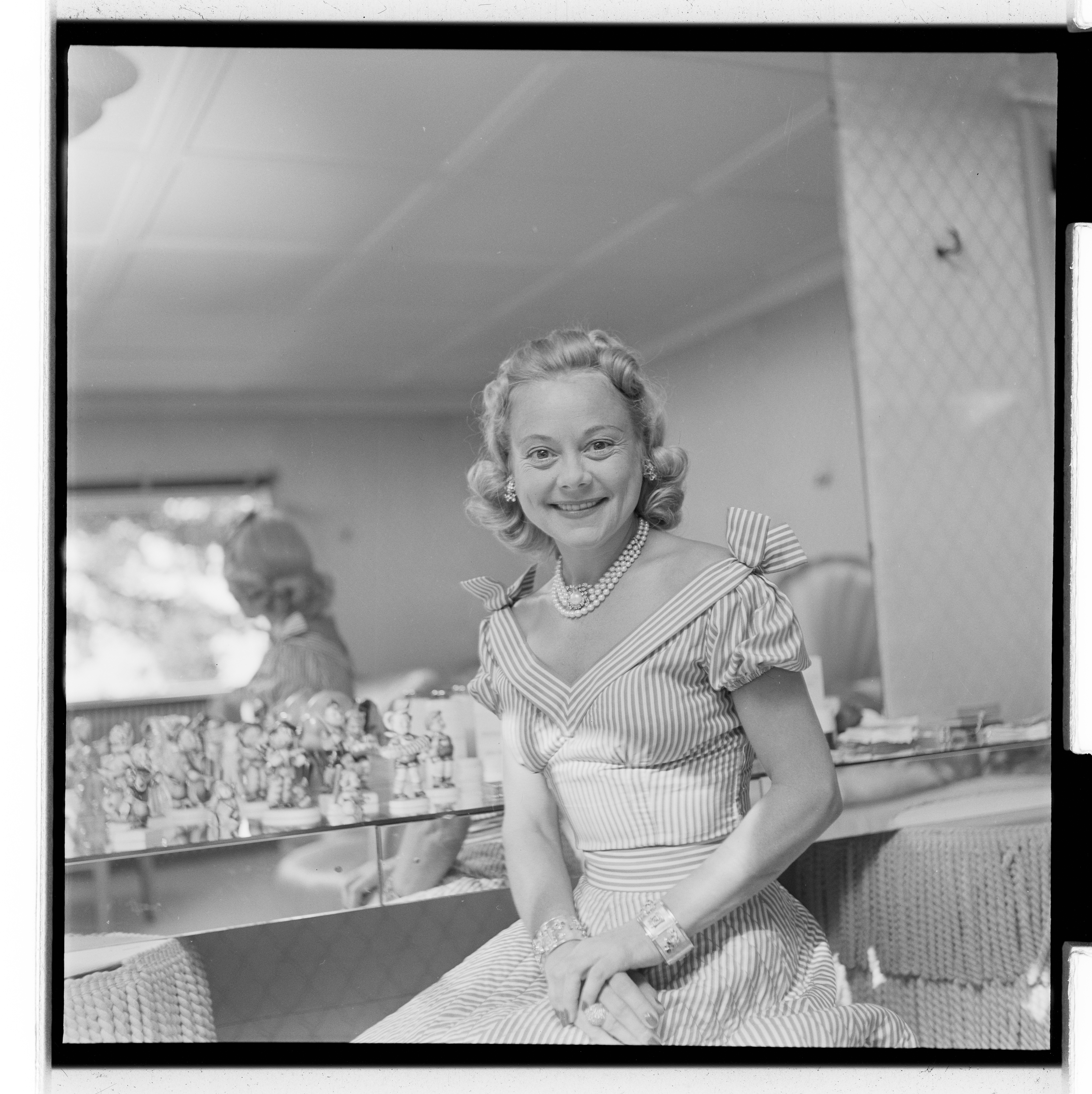
1953年
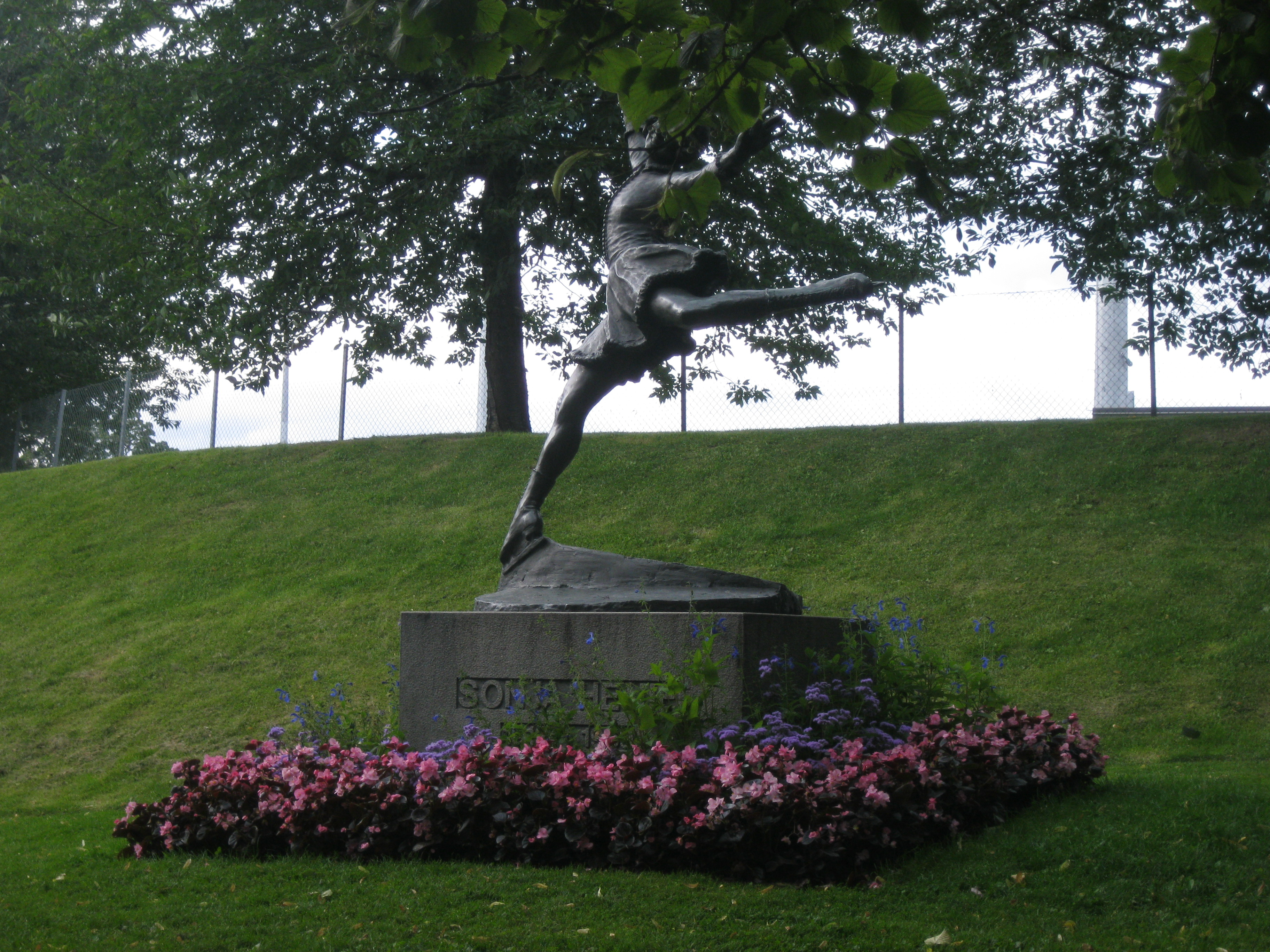

- 銀盤の女王（1936年、アメリカ、原題：One in a Million）
- 氷上乱舞（1937年、アメリカ、原題：Thin Ice）
- 天晴れ着陸（1938年、アメリカ、原題：Happy Landing）
- 燦めく銀星（1938年、アメリカ、原題：My Lucky Star）
- 銀嶺セレナーデ（1941年、アメリカ、原題：Sun Valley Serenade）
- 氷上の花（1943年、アメリカ、原題：Wintertime）
- 氷上円舞曲（1948年、アメリカ、原題：The Countess of Monte Cristo）